# بورتو كيرفو

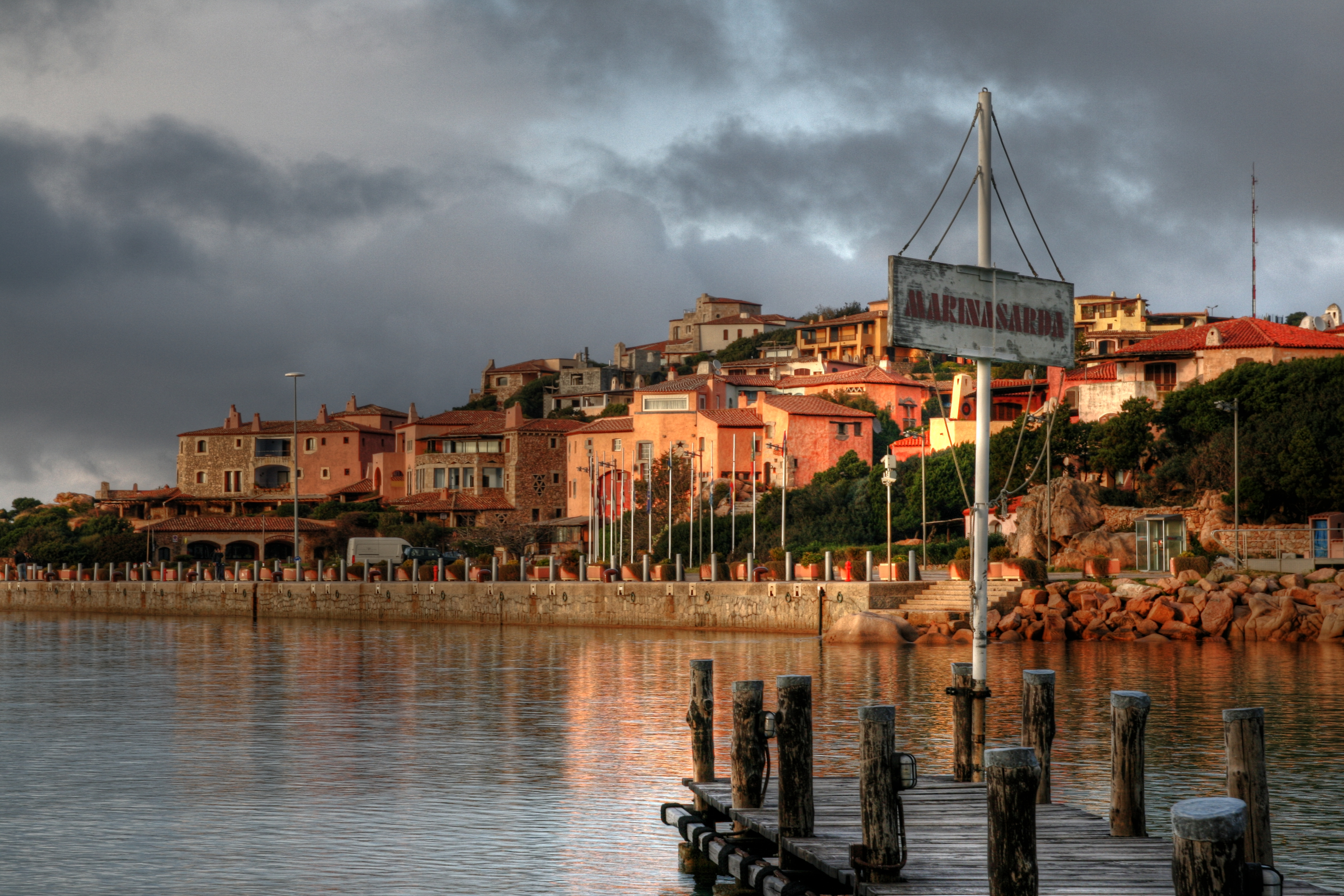
منظر لبورتو كيرفو.

بورتو كيرفو (بالإيطالية: Porto Cervo)‏ (ويطلق عليها عادة بورتو نوفو Porto Nuovo) هي منتجع وقرية سياحية على الشاطئ شمالي سردينيا. هي دائر في كومونة أرزاكينيا في مقاطعة أولبيا تمبيو، والقرية تعد القرية الرئيسية في منطقة كوستا زميرالدا على الخليج الذي يحمل الاسم ذاته.
القرية قام بتخطيطها المهندس المدني لويجي فييتي، ومركز المارينا هي القرية والتي تحوي مرسى لليخوت بإمكانه استقبال اليخوت الكبيرة. المرسى قام بتأسيسه أغا خان في العام 1967. كما يوجد بها محال تجارية وسوبر ماركت.

## وصلات خارجية
- الموقع الرسمي